# José Couceiro
José Júlio de Carvalho Peyroteo Martins Couceiro (Lisboa, 4 de Outubro de 1962) é um treinador de futebol português.

## Biografia
Filho do Engenheiro José Júlio Martins Couceiro (Angola, 1928 - 30 de Setembro de 2005) e de sua mulher Maria Manuela de Carvalho Peyroteo, sobrinho-neto de Fernando Peyroteo, primo-sobrinho de Herlander Peyroteo, meio-sobrinho-neto de Berta de Bivar, primo-sobrinho-trineto em 2.º grau de Augusto de Vasconcelos e de António de Vasconcelos Corrêa e sobrinho-5.º-neto do 1.º Visconde de Torres Novas e 1.º Conde de Torres Novas e do 2.º Conde de Torres Novas.
José Couceiro é um treinador de futebol que começou a sua carreira no Alverca, onde começou por ser administrador da SAD e sucessivamente treinador da equipa principal de futebol. Saiu do Alverca para o Vitória de Setúbal em 2004 e fez uma grande 1.ª metade do campeonato, lançando as bases para aquela que viria a ser a equipa vencedora da Taça de Portugal. Ganhando o prémio de melhor treinador português.
Foi na mesma época para o FC Porto onde espantosamente não conseguiu alcançar o título nacional. Em 2005 foi para o Belenenses, onde não conseguiu escapar à zona de despromoção (embora a equipa do Restelo tenha permanecido no campeonato principal, devido ao Caso Mateus), mesmo contando com o jogador camaronês Meyong que conquistou o título de melhor marcador da Liga.
De seguida, foi treinar a selecção nacional portuguesa de sub-21, em simultâneo com a selecção nacional de sub-20. A selecção de sub-21 fez sempre grandes campanhas de qualificação para os Campeonatos da Europa, conseguindo o apuramento para os Europeus de 2006 e 2007. No entanto, nas fases de grupos destes campeonatos, ficou sempre em 3º lugar, falhando a passagem às semifinais.
No play-off de apuramento para as Olimpíadas 2008, a selecção foi derrotada pela Itália nas grandes penalidades. Na selecção de sub-20 fez uma razoável campanha de qualificação para o campeonato do Mundo 2007, e, na fase final, a selecção chegou ao TOP 16, mas inesperadamente não alcançou os quartos-de-final.
Em 2008 acumulou os cargos de treinador da selecção da Lituânia e o Kaunas no campeonato da Lituânia. Em 2009 após ter deixado o Kaunas, assumiu o Gaziantepspor, do campeonato turco.
Em Dezembro de 2010 foi anunciado pelo Sporting Clube de Portugal como Director-Geral da Sporting SAD assumindo a responsabilidade da gestão de toda a estrutura do futebol da Sociedade, assegurando a coordenação do Futebol Profissional e do Futebol de Formação, reportando ao Conselho de Administração.
A 26 de Fevereiro de 2011, após a renúncia de Paulo Sérgio, tornou-se no treinador do Sporting Clube de Portugal, sendo substituído por Domingos Paciência, a 23 de Maio do mesmo ano.. meses depois, acertou com o Lokomotiv Moscou
.
É casado com Clara e pai de três filhas: Catarina (1991), Sofia (1994) e Beatriz (1996).

## Palmares Treinador
Taça de Portugal (1) 2004/05